# Тиберий Гракх
Тиберий Гракх (на латински: TI·SEMPRONIVS·TI·F·P·N·GRACCVS) е виден римски политик, известен с проведената от него аграрна реформа. По-голям брат е на Гай Гракх.

## Произход
Тиберий Гракх принадлежи към един от най-знатните римски родове. Баща му Тиберий Семпроний Гракх е виден пълководец и политик. Избиран е за цензор и два пъти за консул. Има и два триумфа. Майка му е дъщеря на победителя на Ханибал – Сципион Африкански. Сестра му Семпрония е била омъжена за един от най-големите римски политици и военачалници по това време – Сципион Емилиан. Самият Тиберий е женен за дъщерята на Апий Клавдий Пулхер, бивш консул и цензор.
Тиберий е бил образован човек. Получил е ораторска подготовка.

## Кариера и аграрна реформа
В съвсем млада възраст Тиберий е удостоен с жречески сан и включен в числото на авгурите, според Плутарх по скоро заради безупречните си морални качества, а не толкова заради благородния си произход.
Воюва в Африка, в Третата пуническа война (149 – 146 пр.н.е.) под командването на Сципион Емилиан, който е женен за сестра му. След този поход е избран за квестор и като такъв се отличава със своята дипломация по време на Нумантинската война, спасявайки римската армия от унищожаване. Силно оскърбен е от последвалото решение на Сената да не зачете сключения от него мир, благодарение на който спасява войската, и Нумантинската война да бъде продължена.
Още, заемайки квесторска служба бил поразен от пустеещите земи в Италия и намаляването на земеделците за сметка широкото използване на робския труд. Тиберий искал да укрепи римската държава, а според него основна причина за намаляването на римското могъщество било обезземляването на дребните земеделци, от чийто среди се набирали воини за легионите.
Негови съмишленици били тъст му Апий Клавдий, консулът от 133 пр.н.е. Публий Муций Сцевола, Публий Лициний Крас Муциан и др. Те всички виждали нуждата от аграрна реформа.
През 134 пр.н.е. Тиберий Гракх бил избран за народен трибун и като такъв имал право да внася различни законопроекти. Така Тиберий внесъл за обсъждане законопроект за аргарен закон.
Тиберий предлагал да се ограничи земята, която може да се вземе под аренда от държавата. Така законът се оказва насочен срещу едрите земевладелци. Неговото предложение било едно семейство да не можело да вземе под аренда от държавата повече от 1000 югера орна земя (500 юг. за собственика и по 250 юг. за двама от синовете му). Всички земи над тази граница трябвало да се върнат на държавата и тя да ги раздели на по 30 югера и да ги даде на тези, които нямат земя. Получилите обаче по този начин земя, нямали право да я продават или подаряват. Били длъжни да я обработват и да плащат малък данък. Целта била да се спре обезземляването на дребните собственици.
Около предложението на Тиберий се разгоряла жестока борба. Законът срещнал силно негодувание в сенатските среди, а Тиберий, обезпокоен за безопасността си започнал да използва отряди от телохранители. Един от народните трибуни, сам едър земевладелец и приятел на Тиберий (Марк Октавий) се обявил против законопроекта и наложил вето. Създалата се ситуация била повече от сложна. Въпреки многото дебати Октавий бил непреклонен и тогава Тиберий с особен указ обявил пълномощията на всички длъжностни лица, освен трибуните за прекратени, докато законопроекта не бъде гласуван. Запечатал със собствения си печат храма на Сатурн, за да не могат квесторите нищо да не могат да внесат или изнесат.
Тогава Тиберий поставил пред народното събрание въпроса може ли народен трибун да бъде човек, действащ срещу интересите на народа и оставил народното събрание да прецени дали той или Октавий действат срещу народа си. Така Марк Октавий е освободен от длъжност. За първи път в римската история, неприкосновеността на римския трибун е нарушена.
Законопроектът бил гласуван и одобрен. Била създадена комисия (Тиберий, тъст му Апий Клавдий и брат му Гай Гракх), която да установи излишъците от земя. Това настроило силно срещу Тиберий едрите земевладелци и опозицията срещу него се сплотила и засилила. За да привлече на своя страна градското население и конниците, Тиберий написал няколко законопроекта (даване на граждански права на италийците, намаляване срока на военната служба и др.), които обаче така и не били предложени в народното събрание.
За да доведе докрай започната аграрна реформа, Тиберий се нуждаел от втори мандат на трибун, въпреки че било законово недопустимо
да заема тази длъжност две години подред. В деня на изборите Тиберий се явил на народното събрание с голяма група телохранители. Привържениците му искали да окажат натиск върху гласуването, но това прераснали в безредици, по време на който Тиберий бил пребит до смърт от аристократите и 300 негови сподвижници също били екзекутирани.
Въпреки това аграрният закон не бил отменен и комисията по раздаване на земи продължила да действа. За пет години работа тя довела до увеличаване на земеделците с близо 100 000.